# Albrecht Milnik
Albrecht Milnik (né le 10 novembre 1931 à Hermsdorf près de Görlitz et mort le 22 décembre 2021 à Eberswalde) est un scientifique forestier allemand. Il se distingue surtout par des biographies forestières et est considéré comme l'un des principaux historiens forestiers d'Allemagne.

## Biographie
Né à Hermsdorf en Lusace, Albrecht Milnik y grandit dans une ferme. Il commence sa carrière forestière en 1949 - comme il est d'usage dans la toute nouvelle RDA à l'époque - par un apprentissage d'ouvrier forestier qualifié, qu'il effectue jusqu'en 1951 au service forestier de Saxe à Klitten, qui fait partie du service forestier de l'arrondissement de Niesky en Haute-Lusace. En 1953, il passe son Abitur à Dresde. La même année, Milnik commence des études de sciences forestières à la faculté forestière de l'Université Humboldt de Berlin à Eberswalde, qu'il complètent en 1957 par un diplôme en génie forestier.
Milnik travaille ensuite dans la gestion forestière et la pratique de la gestion forestière jusqu'en 1964. Entre-temps, la faculté forestière d'Eberswalde, devenue impopulaire, a été fermée en tant qu'institution d'enseignement en 1963 sur ordre des dirigeants du SED et transformée en Institut des sciences forestières. En 1964, Milnik y obtient un poste d'assistant de recherche, qu'il occupe jusqu'en 1991. Pendant cette période, ses principaux domaines d'activité comprennent les questions de gestion forestière, de pronostic et de coopération internationale. En 1971, Milnik reçoit son doctorat de l'Académie des sciences agricoles de la RDA (de) à Berlin avec la thèse Untersuchungen über Güteklassen und Produktionsziele der Kiefernbestände im Tiefland der DDR. Du travail bénévole, une occupation intensive avec des sujets de chasse se développe également , ce qui se traduit par de nombreuses publications entre 1969 et 1995, notamment sur le cerf élaphe.
Étant donné que tous les travaux d'histoire forestière à l'Institut des sciences forestières ont été interrompus à partir de 1970 pour des raisons politiques, Milnik ne peut se concentrer sur les travaux d'histoire forestière qu'après la réunification et dirige également un groupe de projet ABM correspondant de 1992 à 1996. Le maître forestier fonde Eberswalder forsthistorische Schriftenreihen, dont le premier numéro paraît en 1993. Milnik joue également un rôle de premier plan dans le traitement de l'histoire forestière de la RDA. En tant que chef de projet, il est principalement responsable du vaste travail In Verantwortung für den Wald. Die Geschichte der Forstwirtschaft in der Sowjetischen Besatzungszone und der DDR.
En 2000, Albrecht Milnik s'habilite en matière d'histoire forestière à l'Université technique de Dresde avec une biographie de Bernhard Danckelmann (de). L'étude sur Hugo Conwentz, l'un des fondateurs de la conservation de la nature, publiée pour la première fois en 1997, est suivie de biographies d'Alfred Möller (2001), le père de l'idée de forêt permanente (de), August von Burgsdorff (2002) et d'une biographie de son compatriote scientifique de longue date Egon Wagenknecht (de) (2005). Avec ces ouvrages de référence sur d'importantes personnalités forestières, Milnik se fait un nom comme l'un des principaux historiens forestiers d'Allemagne. Il soutient cela en tant qu'auteur principal et éditeur du volume de biographie Im Dienst am Wald. Lebenswege und Leistungen brandenburgischer Forstleute (2006) et l'étude approfondie Ein Land wie ein Eichenblatt. Schlesische Forstgeschichte in preußischer Zeit (1741–1945), qu'il écrit à la demande de nombreux forestiers polonais notamment et publiée en 2010.
Le 7 avril 2004, il prend en charge le 34e parrainage d'arbre de l'association de l'Union des parrains d'arbres ; L'arbre de parrainage de l'expert en pin est un pin sylvestre (Pinus sylvestris ) de la Schorfheide (de) qui a environ 160 ans au moment de la prise en charge du parrainage (commune forestière de Pechtich, commune d'Eichenheide, département 136).
Albrecht Milnik vit et travaille à Eberswalde. Il organise de nombreuses expositions et donne des conférences, non seulement pour l'école supérieure spécialisée, mais aussi en tant que membre actif de l'association pour l'histoire locale d'Eberswalde, dans l'organe de publication duquel il est régulièrement représenté avec des articles, pour la plupart d'histoire forestière et de biographie, l'Eberswalder Jahrbuch für Heimat-, Kultur- und Naturgeschichte. Il décède en décembre 2021, six semaines après son 90e anniversaire, à Eberswalde.

## Travaux (sélection)
- Untersuchungen über Güteklassen und Produktionsziele der Kiefernbestände im Tiefland der DDR. Dissertation. Berlin 1971.
- Forstliche Grabmäler und Gedenkstätten in Eberswalde und Chorin. Eine Dokumentation. Potsdam 1993
- Adolf Olberg. 1894–1957. Potsdam 1994.
- Hugo Conwentz – Klassiker des Naturschutzes. Sein Waldweg zum Naturschutz. 2. Auflage. Berlin 2004,  (ISBN 3-935638-58-2).
- als Mitverfasser und Herausgeber: In Verantwortung für den Wald. Die Geschichte der Forstwirtschaft in der Sowjetischen Besatzungszone und der DDR. Potsdam 1998,  (ISBN 3-933352-00-2).
- Bernhard Danckelmann. Leben und Leistungen eines Forstmannes. zugleich auch Thema der Habilitationsschrift. Suderburg 1999,  (ISBN 3-927848-28-X).
- Das Leben Alfred Möllers. 1860–1922. Eberswalde 2001.
- August von Burgsdorf. 1747–1802. Eberswalde 2002,  (ISBN 3-00-010667-7).
- Forstmeister Walter Boden (1847–1930). (Forstliche Biographien, Nr. 12). Eberswalde 2004.
- Egon Wagenknecht – Ein langes Leben für Wald und Wild. Remagen-Oberwinter 2005,  (ISBN 3-935638-67-1).
- als Hauptautor und Herausgeber: Im Dienst am Wald. Lebenswege und Leistungen brandenburgischer Forstleute. (Brandenburgische Lebensbilder). Remagen-Oberwinter 2006,  (ISBN 3-935638-79-5).
- als Schriftleiter: Waldwachstumskundliche Grundlagen für eine effektive Waldbewirtschaftung. Zum 100. Geburtstag von Professor Dr. habil. Werner Erteld – ein außergewöhnliches Forscherschicksal. (Eberswalder forstliche Schriftenreihe, Band 30). Eberswalde 2007.
- Am Waldessaume träumt die Föhre. Liebeserklärung an eine Verpönte. Kessel, Remagen-Oberwinter 2008,  (ISBN 978-3-935638-96-8).
- Forstliche Grabstätten auf dem Klosterfriedhof Chorin. Kessel, Remagen-Oberwinter 2008,  (ISBN 978-3-941300-01-9).
- zusammen mit Rainer Wudowenz: Forstmeister Dr. Dr. e.h. Max Kienitz (1849–1931). (Ausstellungen in der Alten Forstakademie Eberswalde und im Kloster Chorin, Heft 6). 2. Auflage. Remagen-Oberwinter 2008,  (ISBN 978-3-941300-03-3)
- als Mitverfasser: Hohenlübbichow 2008 – Naturgemäße Waldwirtschaft zwischen Verklärung und Realität. Natur- und Landschaftsschutz im Gebiet um Bielinek und Lubiechów Górny. (Eberswalder forstliche Schriftenreihe, Band 37). Eberswalde 2008.
- Ein Land wie ein Eichenblatt. Schlesische Forstgeschichte in preußischer Zeit (1741–1945). Kessel, Remagen-Oberwinter 2010,  (ISBN 978-3-941300-36-1).